# Elecciones municipales de Malargüe de 2023
Las elecciones en el departamento de Malargüe de 2023 tendrán lugar el 24 de septiembre de dicho año, junto con las elecciones provinciales. En dicha elección se elegirán intendente municipal y la mitad de los concejales.
Las candidaturas oficiales se definieron en las elecciones primarias, abiertas, simultáneas y obligatorias (PASO) que tuvieron lugar el 11 de junio. El intendente en funciones, Juan Manuel Ojeda, buscará la reelección.

## Candidaturas

### Declaradas

#### La Unión Mendocina
- Gustavo Miras (Unión Cívica Radical), presidente de la Cámara de Comercio de Malargüe.[2]
- Jorge Tieppo.[3]

#### Cambia Mendoza
- M. Carina Brandauer.
- Juan Manuel Ojeda (Unión Cívica Radical).[1][4]

#### Elegí Mendoza
- José Barro.
- Daniela Favari (Partido Justicialista).
- Celso Jaque (Partido Justicialista).[5][6]
- Andrés Risi.

#### Reconstruyendo Malargüe
- Silvina Camiolo, concejal.

#### FIT-U
- Mauricio López.

## Resultados

### Elecciones primarias
Las elecciones primarias, abiertas, simultáneas y obligatorias (PASO) tuvieron lugar el 11 de junio de 2023. Se presentaron diez precandidatos a la intendencia por cinco espacios políticos distintos. Para pasar a la elección general, es requisito sacar más del 3% de los votos, además de ganar la interna del espacio al que se representa.
|  | 0,00 % |

|  | 0,00 % |

|  | 0,00 % |

|  | 0,00 % |

|  | 0,00 % |

|  | 0,00 % |

|  | 0,00 % |

|  | 0,00 % |

|  | 0,00 % |

|  | 0,00 % |

|  | 0,00 % |

|  | 0,00 % |

|  | 0,00 % |

|  | 0,00 % |

|  | 0,00 % |

|  | 0,00 % |

|  | 0,00 % |

|  | 0,00 % |

|  | 100 % |

|  | 98,68 % |